# Acanthocinus hispanicus
Acanthocinus hispanicus är en skalbaggsart som beskrevs av Gianfranco Sama och Schurmann 1981. Acanthocinus hispanicus ingår i släktet Acanthocinus och familjen långhorningar. Inga underarter finns listade i Catalogue of Life.